# Come to Mama
Pistes de Joanne
Sinner's Prayer Hey Girl (ft. Florence Welch)
Come to Mama est une chanson de la chanteuse américaine Lady Gaga, issue de son cinquième opus Joanne.

## Écriture et production
Le titre est écrit par Gaga, Joshua Tillman, Emile Haynie, et produit par la chanteuse également, ainsi que Mark Ronson, BloodPop et Haynie. Ce morceau se penche sur des sujets tels que la politique, le harcèlement, l'intolérance, et la solidarité. 

## Parution
Come to Mama est la neuvième piste du cinquième opus de Gaga, Joanne. Le titre sort officiellement le même jour que l'album, le 21 octobre 2016. 

## Accueil critique
Selon le site web À voir À lire, le morceau s’adonne allègrement aux sonorités du grand répertoire américain et ne déçoit pas. Le site MCM décrit quant à lui le morceau comme le seul vrai titre country de l'album. Néanmoins, The Guardian ajoute que le titre est misérable, et qu'il est un des plus faibles moments de l'album.

## Performances

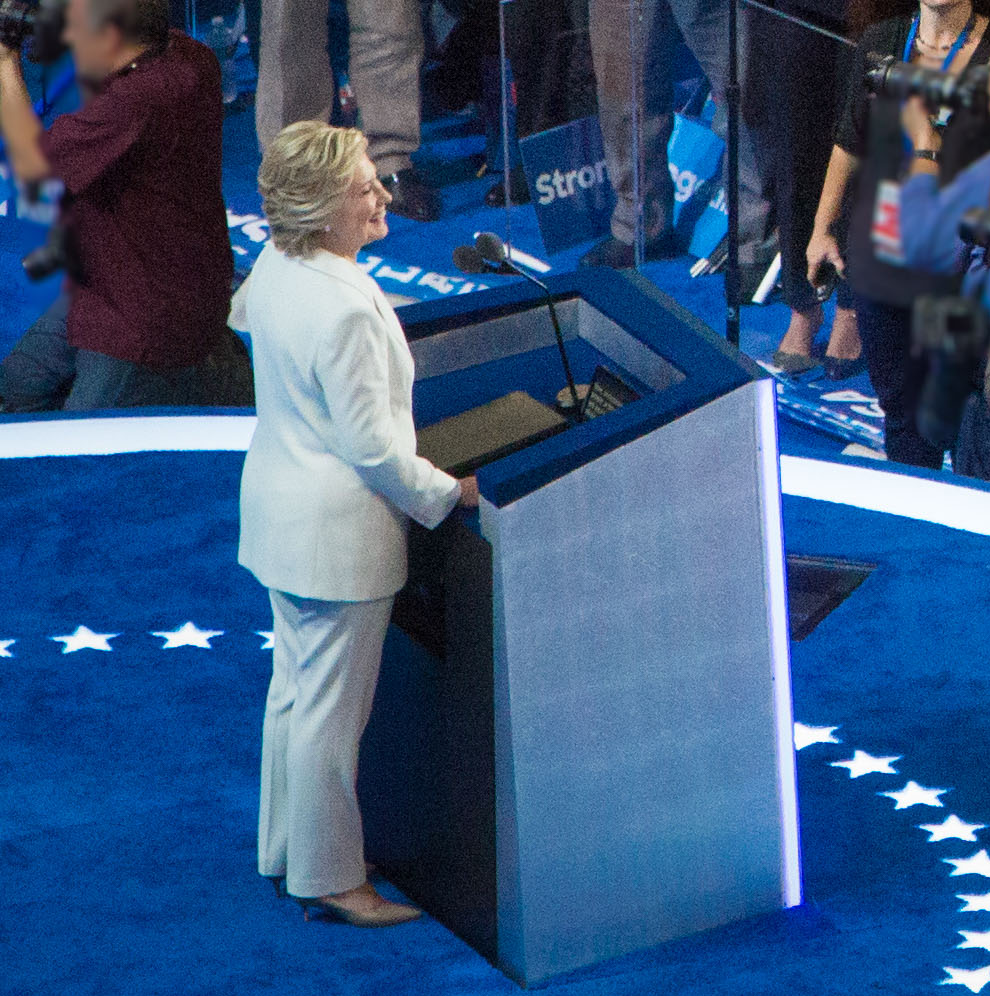
La candidate Hillary Clinton, pour laquelle Lady Gaga a chanté durant sa campagne électorale.

Gaga interprète pour la première fois Come to Mama à Los Angeles, lors du concert du 27 octobre 2016 de la courte tournée promotionnelle de la chanteuse, le Dive Bar Tour. 
Le 7 novembre a lieu la campagne politique de la candidate américaine Hillary Clinton que la chanteuse soutient ouvertement. Celle-ci y chante pour la seconde fois Come to Mama , ainsi que son titre Angel Down et ses hits Bad Romance et Born this Way. 